# إيملي سبنسر هايدن
إيملي سبنسر هايدن (بالإنجليزية: Emily Spencer Hayden)‏ هي مصورة أمريكية، ولدت في 1869، وتوفيت في 1949.